# Arianna Romero
Arianna Jeanette Romero Tellez, auch bekannt als Ari Romero, (* 29. Juli 1992 in Glendale, Arizona) ist eine mexikanisch-US-amerikanische Fußballspielerin.

## Karriere

### Verein
Bei der Player Allocation zur Saison 2014 der NWSL wurde Romero der Franchise des Seattle Reign FC zugewiesen, wechselte aber nur Tage später im Rahmen des Expansion-Drafts 2014 zur neugegründeten Franchise der Houston Dash. Zur Saison 2015 wurde sie im Tausch für Niki Cross zur Franchise der Washington Spirit transferiert, absolvierte dort jedoch kein Ligaspiel. 2016 spielte Romero beim isländischen Erstligisten ÍBV Vestmannaeyjar, ehe sie zum Jahresende zum W-League-Teilnehmer Perth Glory wechselte. Im März 2017 unterschrieb sie bei Vålerenga Oslo.

### Nationalmannschaft
Romero spielte von 2011 bis 2012 für die mexikanische U-20-Nationalmannschaft und nahm mit dieser unter anderem an der U-20-Weltmeisterschaft 2012 teil. Am 20. November 2011 debütierte sie beim 0:5 gegen Frankreich in der Mexikanischen Fußballnationalmannschaft der Frauen und war im März 2013 Teil des mexikanischen Aufgebots beim Algarve-Cup 2013.  2014 nahm sie mit Mexiko am CONCACAF Women’s Gold Cup 2014, bei dem sich Mexiko als Dritter für die WM 2015 qualifizierte. Romero wurde in zwei Gruppenspielen und dem verlorenen Halbfinale gegen die USA eingesetzt. Sie gehört auch zum Kader der Mexikanerinnen für die WM 2015 in Kanada.